# Oleeae
Tribu
Classification phylogénétique
Les Oleeae sont une tribu de plantes à fleurs dicotylédones de la famille des Oleaceae qui regroupe 17 genres.
Une analyse cladistique de séquences d'ADN portant sur deux locus non codants de chloroplastes publiée en 2010 a conduit à réviser la classification de la famille des Oleaceae en abandonnant la subdivision en deux sous-familles (Jasminoideae et Oleoideae) au profit d'une subdivisions en cinq tribus : Myxopyreae, Fontanesieae, Forsythieae,  Jasmineae et Oleeae.
La tribu des Oleeae (qui correspond à l'ancienne sous-famille des Oleoideae) a été reconnue comme monophylétique et subdivisée en quatre sous-tribus : Ligustrinae (Syringa et Ligustrum), Schreberinae (Schrebera et Comoranthus), Fraxininae (Fraxinus) et Oleinae (12 genres drupacés).

## Liste des sous-tribus et des genres
Selon Eva Wallander & Victor A. Albert :
- sous-tribu des Fraxininae
  - Fraxinus L. – Frênes
- sous-tribu des Ligustrinae
  - Ligustrum L. – Troènes
  - Syringa L. – Lilas
- sous-tribu des Oleinae
  - Chionanthus L.
  - Forestiera Poir.
  - Haenianthus Griseb.
  - Hesperelaea A.Gray
  - Nestegis Raf.
  - Noronhia Stadtm. ex Thouars
  - Notelaea Vent.
  - Olea L. – Oliviers
  - Osmanthus Lour.
  - Phillyrea L. – Filaires
  - Picconia DC.
  - Priogymnanthus P.S.Green
- sous-tribu des Schreberinae
  - Comoranthus Knobl.
  - Schrebera Roxb.